# Calendario di Ussher-Lightfoot
Il calendario di Ussher-Lightfoot è una cronologia del mondo risalente al XVII secolo. Deriva da una lettura interpretativa della Bibbia fatta da James Ussher, arcivescovo anglicano di Armagh, nell'Irlanda del Nord. Il nome di questo calendario include anche quello di John Lightfoot, che pubblicò uno studio simile nel 1642-1644.
Il calendario di Ussher-Lightfoot è a volte associato, anche in maniera ironica, al creazionismo della Terra giovane, una dottrina religiosa che sostiene che l'universo sarebbe stato creato solo alcuni millenni fa.
Il lavoro di Ussher, più propriamente conosciuto come Annales veteris testamenti, a prima mundi origine deducti, rappresentò un contributo al lungo dibattito sull'età della Terra, un tema di grande importanza per gli studiosi cristiani dei secoli precedenti.
Ussher dedusse che il primo giorno della Creazione sarebbe iniziato al tramonto precedente domenica 23 ottobre del 4004 a.C. nel calendario giuliano prolettico (cioè esteso indietro nel tempo, oltre il 4), in prossimità dell'equinozio d'autunno. Similmente, Lightfoot dedusse che la Creazione sarebbe avvenuta al tramonto prima dell'equinozio, ma nell'anno 3929 a.C.
Ussher propose il 4004 a.C., una data leggermente differente da quelle dedotte dalla Torah, da Beda (3952 a.C.) e dai suoi contemporanei Joseph Scaliger (3949 a.C.) e Isaac Newton (4000 a.C. circa). La scelta di Ussher potrebbe essere stata influenzata dall'allora diffusa credenza che la potenziale durata della Terra fosse di 6000 anni (4000 prima della nascita di Cristo e 2000 dopo), corrispondenti ai sei giorni della Creazione, secondo la frase "davanti al Signore un giorno è come mille anni e mille anni come un giorno solo" (2 Pietro 3:8). Questa visione è stata abbandonata nel 1997, seimila anni dopo il 4004 a.C., ma esistono ancora alcuni studiosi della Bibbia ed alcuni cristiani evangelici che dichiarano di interpretare la Bibbia alla lettera e di credere in una Terra di 6000 anni.

## I metodi di Ussher
Le cronologie di Ussher e di altri studiosi biblici corrispondono così tanto poiché usavano grosso modo la stessa metodologia per calcolare gli eventi chiave registrati nella Bibbia. Il loro compito era complicato dal fatto che la Bibbia venne compilata da fonti differenti nel corso di diversi secoli, con versioni contrastanti e grossi vuoti cronologici, che rendevano impossibile un calcolo semplice delle età e date bibliche. Nel suo articolo sul calendario di Ussher, James Barr ha identificato tre periodi distinti con cui Ussher ebbe a che fare:
- Primi tempi (Dalla Creazione a Salomone). Decisamente il periodo più facile, dato che la Bibbia fornisce una discendenza maschile ininterrotta da Adamo a Salomone, completa delle età degli individui coinvolti. Comunque, non tutte le versioni della Bibbia forniscono le stesse età — la Septuaginta riportà età molto più lunghe, aggiungendo circa 1.500 anni alla data della creazione. Ussher risolse il problema affidandosi alla Bibbia ebraica.
- Prima Epoca dei Re (Da Salomone alla distruzione del Tempio di Gerusalemme e alla cattività babilonese). La discendenza si spezza a questo punto, e viene fornita solo la durata dei regni, con numerose sovrapposizioni e ambiguità che complicano il quadro. Ussher dovette incrociare le registrazioni bibliche con date conosciute di altre persone e regnanti per poter creare una linea temporale complessiva.
- Tarda Epoca dei Re (da Esdra e Neemia alla nascita di Gesù). Nessuna informazione viene fornita dalla Bibbia. Ussher e le sue controparti dovettero quindi cercare di collegare un evento noto del periodo con un evento databile di un'altra cultura, come Caldei, Persiani o Romani. Ad esempio, la morte del re caldeo Nabucodonosor II (che conquistò Gerusalemme nel 586 a.C.) potrebbe essere correlata con il trentasettesimo anno di esilio di Gioacchino (in 2 Re 25:27).

Usando questi metodi, Ussher fu in grado di stabilire una data di creazione non aggiustata attorno al 4000 a.C. Spostò questa data al 4004 a.C. per tener conto di un errore perpetrato da Dionigi il Piccolo, creatore del sistema di numerazione dell'Anno Domini. Giuseppe Flavio indica che la morte di Erode il Grande avvenne nel 4 a.C., quindi Gesù non poteva essere nato dopo quella data: Gesù doveva essere nato in un certo momento tra il 37 a.C. e il 4 a.C. Nel caso, Ussher calcolò che la nascita di Cristo doveva essere avvenuta nel 4 a.C.
La stagione in cui avvenne la creazione fu soggetto di un notevole dibattito teologico ai tempi di Ussher. Molti studiosi proposero che si fosse svolta in primavera, inizio delle cronologie babilonesi, caldee e di altre culture. Altri, compreso Ussher, ritenevano più probabile che si fosse svolta in autunno, soprattutto perché quella stagione segnava l'inizio dell'anno ebraico.
Ussher restrinse ulteriormente la data usando il calendario ebraico, stabilendo che la creazione era iniziata in una domenica vicino all'equinozio d'autunno. Il giorno della settimana venne stabilito con un calcolo a ritroso dai sei giorni della creazione con Dio che si riposò il settimo, che nella tradizione ebraica è sabato — quindi la creazione cominciò di domenica. Le tavole astronomiche che furono probabilmente usate da Ussher erano le Tabulae Rudolphinae di Keplero (1627). Usandole concluse che l'equinozio si ebbe il martedì 25 ottobre, solo un giorno prima del tradizionale giorno della sua creazione, nel quarto giorno della settimana della creazione, un mercoledì, assieme a Sole, Luna e stelle (Genesi 1:16). Le equazioni moderne collocano l'equinozio autunnale del 4004 a.C. alla domenica 23 ottobre.
Ussher dichiarò il suo momento della Creazione (il tramonto precedente al 23 ottobre) sulla prima pagina dell'Annales in latino e sulla prima pagina della sua traduzione inglese Annals of the World (1658). La citazione che segue si basa su entrambe, con un grave errore nell'edizione in inglese del 1658 corretto facendo riferimento alla versione latina (calendario → periodo).

## La storia della Terra secondo Ussher
La cronologia di Ussher fornisce le seguenti date per gli eventi chiave nella storia biblica del mondo:
- 4004 a.C. – Creazione
- 2348 a.C. – Diluvio universale
- 1921 a.C. – Dio chiama Abramo
- 1491 a.C. – L'Esodo dall'Egitto
- 1012 a.C. – Fondazione del Tempio di Gerusalemme
- 586 a.C. – Distruzione di Gerusalemme da parte di Babilonia e inizio della cattività babilonese
- 4 a.C. – Nascita di Gesù

## Il calendario di Ussher oggi
Può essere un caso della storia che la cronologia di Ussher sia così ben nota, mentre quelle di Scaliger e Beda, tra gli altri, siano scivolate nell'oscurità. A partire dal 1700 circa, le edizioni annotate dell'immensamente influente traduzione di Re Giacomo della Bibbia, iniziarono ad includere la cronologia di Ussher con le sue annotazioni e riferimenti incrociati. La prima pagina della Genesi era annotata con la data della creazione di Ussher, il 4004 a.C., anche se in realtà si stima che l'Annales di Ussher si affidi alla Bibbia solo per un sesto del suo volume. Venne incluso nell'ampiamente diffusa Scofield Reference Bible. Traduzioni più moderne della Bibbia solitamente omettono la cronologia, ma ci sono ancora molte copie in circolazione della Re Giacomo annotata.
Alla fine del XVIII secolo, la cronologia di Ussher venne sempre più attaccata dai sostenitori dell'uniformitarianismo, che sostenevano che la "giovane Terra" di Ussher fosse incompatibile con la visione sempre più accettata di una Terra molto più antica. Divenne generalmente accettato che la Terra fosse vecchia di decine, forse addirittura centinaia di milioni di anni. Ussher cadde in disgrazia anche presso i teologi; nel 1890, il professore di Princeton William Henry Green scrisse un articolo molto influente su Bibliotheca Sacra, intitolato "Primeval Chronology", nel quale critica duramente Ussher. Egli concludeva:
Anche il teologo B. B. Warfield, similarmente conservatore, raggiunse la stessa conclusione in "On The Antiquity and Unity of the Human Race", commentando che "è precario al massimo livello trarre inferenze cronologiche dalle tabelle genealogiche."
Tuttavia, il Professor James Barr (all'epoca docente di interpretazione delle sacre scritture all'Università di Oxford) scrisse nel 1984:
Molti creazionisti della Terra giovane hanno sostenuto che Genesi 5 e 11 presentano delle cronologie in senso stretto, come pensava Ussher, e che nel testo non c'è spazio per dei vuoti.
La cronologia dell'Arcivescovo Ussher è stata oggetto di scherno negli ultimi anni, compresi l'opera teatrale Inherit the Wind (sulla lotta tra scienza e religione, liberamente ispirata e con significative distorsioni allo Scopes Monkey Trial) e il romanzo Buona Apocalisse a tutti!, dove Ussher sbaglia di un quarto d'ora. Un punto di vista diverso proviene da Stephen Jay Gould, il quale, pur in totale disaccordo con la cronologia di Ussher, scrisse::
Ussher rappresentava il meglio dell'erudizione dei suoi tempi. Faceva parte di una solida tradizione di ricerca, un'ampia comunità di intellettuali che lavorava per uno scopo comune, seguendo una metodologia accettata…»
Recenti ricerche hanno affrontato la questione del calendario di Ussher da un nuovo punto di vista. All'inizio degli anni novanta, Gerald E. Aardsma ipotizzò che un antico scriba potesse aver commesso un errore di copiatura, facendo così in modo che le tradizionali cronologie bibliche si lasciassero sfuggire esattamente mille anni di storia biblica. Ciò sposterebbe le date di eventi biblici, come l'esodo, il diluvio universale, e la creazione indietro di mille anni rispetto alle tradizionali cronologie bibliche.

## La creazione di Lightfoot
L'ora precisa spesso citata come il momento della Creazione di Lightfoot, le 9 di mattina, e l'erronea convinzione che egli collocò la sua Creazione alla stessa data di quella di Ussher, sono entrambe dovute a una citazione parzialmente inventata di Andrew Dickson White in A History of the Warfare of Science with Theology in Christendom (1896):
Le frasi "quest'opera ebbe luogo" e "il 23 ottobre del 4004 a.C." vennero aggiunte da White. Le vere parole di Lightfoot si trovano sulla prima e terza pagina di A few and new Observations upon the Book of Genesis (1642). Tutte le citazioni seguenti provengono da The Whole Works of the Rev. John Lightfoot, D. D. (13 voll., 1822-25).
Quindi l'istante della Creazione di Lightfoot era il crepuscolo, l'inizio delle prime dodici ore di oscurità del primo giorno della Creazione. Il suo "nove della mattina" si riferiva alla creazione dell'uomo.
L'unica data fornita da Lightfoot per l'equinozio si trovava in un sermone 'privato' e senza data, dal titolo "The Sabbath Hallowed":
Il 12 settembre nel calendario giuliano è applicabile solo verso il 1644, non nel 3929 a.C. Apparentemente, Lightfoot non si rese conto che l'eccessiva lunghezza dell'anno giuliano medio avrebbe spostato sensibilmente la data dell'equinozio di un anno di millenni precedenti. Se Lightfoot avesse tentato di calcolare l'equinozio d'autunno dell'anno 3929 a.C., avrebbe usato, proprio come Ussher, le tavole rudolfine, che posizionavano l'equinozio a mercoledì 25 ottobre, rispetto alla data del 22 ottobre ottenuta utilizzando le moderne equazioni.